# 甲斐仁代
甲斐 仁代（かい ひとよ、1902年11月2日 - 1963年7月28日）は、日本の女流洋画家で、一水会会員。

## 生涯
佐賀県佐賀市赤松町の甲斐靖の二女として1902年11月2日に生まれる。
明治42年（1909年）4月ｍ佐賀市赤松尋常小学校に入学。一年生から六年生まで成績はすべて甲、学年で一番の成績で、周囲から天才、秀才、才女と騒がれた。
父は公務員で大正5年（1916年）、中華民国山東省の青島(チンタオ)、民政署教育課長になったので家族とともに引越、青島女学校に転入。
1919年（大正8年）4月、青島女学校卒業後、画家を目指し単身東京に同郷の岡田三郎助を尋ね、東京女子美術学校（現・女子美術大学）西洋画科高等科に入学、岡田三郎助に指導を受ける。入学後、YWCA寄宿舎に住み、そこで、吉屋信子と運命的な出会いをする。甲斐仁代18歳、吉屋信子24歳で、1916年から連載された「花物語」がベストセラーになり、不動の地位を築いていた。甲斐仁代は女性として社会的な地位を確立している吉屋信子から女としてどのように生きるか、大きな影響を受けた。
1922年（大正11年）3月、東京女子美術学校卒業。卒業制作として、「眼帯をした人」「自画像」を描いた。卒業と同時に岡田三郎助に師事し、本郷絵画研究所へ入門し、更なる画技の上達を目指した。一時、中国青島に帰郷し、「ロシヤ婦人」をはじめ多くの作品を描いた
1923年（大正12年）、中国から帰国。第10回二科展に出品（関東大震災に見舞われたため地方での開催となった）。応募総数3000点のうち50点が入選する中、「グラヂオラス」（1923年作）が入選を果たし、洋画界で大きな話題となり、8月28日の新聞に取り上げられる。本作品の制作には、吉屋信子の花物語の影響が大きかった。吉屋から花言葉を教わり、時代への挑戦、自身の今後の生き方を表現するべく、赤のグラヂオラス（花言葉：勝利、尚武、たゆまぬ努力)を題材にした。そのため、吉屋信子と甲斐仁代のコラボ作品としても注目される。
1926年（大正15年・昭和元年）、婦人世界主催「女流美術展覧会」(10月1日―7日於銀座松坂屋6階)に出品した「人形」（1925年作）が西洋書の部で金賞・金牌を受ける。同月の女流美術展覧会には「千葉・甲斐仁代」として参画。また、千葉・我孫子の志賀直哉の別荘・書斎（千葉県我孫子市弁天山）に中出三也と住み始める。
同じく別荘に住む歌人で画家の原田京平一家と家族ぐるみの付き合いをする。この別荘には仁代の絵画仲間が度々訪れるようになり、我孫子は画家の集まる聖地となっていた。
1932年（昭和7年）、牧野虎雄の旺玄社・展覧会同人に推され、精力的に制作活動に励み、多くの展覧会へ参加したことで画技を高めた。女性画家の地位向上を目指し、深沢紅子、藤川栄子、橋本はな子、仲田菊代、島あふひ、仁代の6人で婦人美術協会を設立するなど尽力する。「日本の美術界、特に洋画・油絵の世界は男社会で女性が入り込むことが出来ないところに挑戦した」(甲斐仁代談)。
1943年（昭和18年）、陸軍省の女流美術家奉公隊に参画。3月10日ー20日、東京銀座・日本楽器画廊にて「陸軍記念日・女流美術家奉公隊献納展」が開催された。
1950年（昭和25年）、第12回一水会展に出品。同年、仁代は女流画家として初の一水会会員となる。
1953年（昭和28年）、ブリヂストン創業者・石橋正二郎・冨久夫妻の全面的な支援を受ける。経済的な苦しみから解放されたことで絵画活動に没頭。亡くなる1963年までに描いた作品は600点を超える。仁代は生涯で約1400点を描いたとされるが、その半数に近い作品をこの8年間で描いたことになる。
1959年（昭和34年）4月、出身地である佐賀市で初めての甲斐仁代画伯個展を開催した。当日、地元の画家である山口亮一も来場し、そのことが雑誌・新郷土に掲載される。
1963年（昭和38年）5月、長野県安茂里への写生旅行中に発病し、親友のブリヂストンの石橋冨久と画家仲間の深沢紅子が近くの東京・中野療養所に入院させた。本人の希望で病床に絵具箱を持ち込んだがついに描くことはできなかった。7月28日に永眠。享年60歳。

## 年譜
- 1902年 佐賀県佐賀市赤松町に生まれる。
- 1919年 東京女子美術学校(現女子美術大学)に入学。
- 1920年 YWCAを通じて、吉屋信子と出会う。
- 1922年 東京女子美術学校(現女子美術大学)を卒業。
- 1923年 女性として二科展に入選。
- 1932年 藤川栄子、深沢紅子他6名で婦人美術協会を立ち上げる。
- 1943年 陸軍省の女流美術家奉公隊に参画。
- 1950年 練馬区豊玉北町に念願だったアトリエを持つ。
- 1953年 ブリヂストン創業者、石橋正二郎・冨久夫妻の支援を受ける。
- 1963年 7月28日、癌のため永眠。享年60歳。

## 主要作品
- 「ロシアの女」 - 1922年(大正11年)
- 「自画像」(東京国立近代美術館) - 1923年(大正12年)
- 「グラジオラス」(第10回二科展) - 1923年(大正12年)
- 「人形」(女流美術展覧会) -  1926年(大正15年・昭和元年)
- 「人形と花」 - 1927年(昭和2年)
- 「人形」 - 1927年(昭和2年)
- 「人形のある静物」 - 1929年(昭和4年)
- 「よりかかる像」(東京国立近代美術館) - 1931年(昭和6年)
- 「T嬢像」 - 1938年(昭和13年)
- 「初冬　於北京」 - 1943年(昭和18年)
- 「秋のうた」(東京国立近代美術館) - 1959年(昭和34年)

## 画風
オレンジ色を多用したことから「色の魔術師」と呼ばれた。
作品の多くは「甲斐仁代らしい」と評され、オリジナルな世界観がある。風景画、人物画、花(特に薔薇)は鮮やかな色彩が目を引く作風が多い。
「根底は印象派であるが、素朴な画風に脱化したもので、華やかさの中に渋みを加え、女流らしい円熟に達している」（1964年・日動サロン遺作展・河北倫明談）

## 美術館
甲斐仁代の姪・甲斐節子と甥・甲斐文男によって、東京練馬のアトリエに保管されていた絵画620点及び敷物、壷、カップ、家具などの資料が整理され、半年ほどの整理後に2019年12月3日、茨城県常陸大宮市に「ギャラリー甲斐仁代・甲斐仁代美術館」を開設。

## 遺作展
甲斐仁代・没後、各団体で「甲斐仁代　遺作展」が開催された。
- 1963年9月「一水会・遺作展」一水会展会場にて、遺作特別陳列を行う。
- 1964年6月「女流画家協会・甲斐仁代遺作展」女流画家協会展の一室にて、遺作特別陳列を行う。
- 1964年10月1日―10月7日「甲斐仁代遺作展」（銀座日動サロン）遺族及び鈴木画廊の主催で実施する。
- 1969年3月31日―4月5日「甲斐仁代・7回忌遺作展」（銀座・文芸春秋画廊）遺族及び鈴木画廊の主催で実施する。
- 1975年12月15日―12月20日「甲斐仁代13回忌遺作展」（銀座資生堂ギャラリー）遺族及び鈴木画廊の主催で実施する。
- 1976年9月6日―9月12日「甲斐仁代13回忌遺作展」（岡崎市美術館）岡崎市教育委員会・中日新聞社の主催で実施する。

## 甲斐仁代賞
日本の女流画家の育成と地位向上を目的に「女流画家協会展」に於いて新人女流画家のために甲斐仁代賞を新設。
賞の設立については石橋正二郎・冨久夫妻と銀座画廊・鈴木康子が援助、協力した。
第23回女流画家協会展から42回女流画家協会展まで20年間続けた。
| 開催年 | 展示会名             | 受賞者               | 備考            |
| ------ | -------------------- | -------------------- | --------------- |
| 1969年 | 第23回女流画家協会展 | 後藤よ志子、福島瑞穂 |                 |
| 1970年 | 第24回女流画家協会展 | 原光子               |                 |
| 1971年 | 第25回女流画家協会展 | 徳植久子             |                 |
| 1972年 | 第26回女流画家協会展 | 秋田谷愛子           |                 |
| 1973年 | 第27回女流画家協会展 | 林田セツ子           |                 |
| 1974年 | 第28回女流画家協会展 | 平田周子             |                 |
| 1975年 | 第29回女流画家協会展 | 岸葉子(※)、江成久子  | ※甲斐仁代特別賞 |
| 1976年 | 第30回女流画家協会展 | 服部けい子           |                 |
| 1977年 | 第31回女流画家協会展 | 渡辺由紀子           |                 |
| 1978年 | 第32回女流画家協会展 | 横溝環               |                 |
| 1979年 | 第33回女流画家協会展 | 高橋和子             |                 |
| 1980年 | 第34回女流画家協会展 | 関口貴美             |                 |
| 1981年 | 第35回女流画家協会展 | 堀江博子             |                 |
| 1982年 | 第36回女流画家協会展 | 中村セツ子           |                 |
| 1983年 | 第37回女流画家協会展 | 遠藤彰子             |                 |
| 1984年 | 第38回女流画家協会展 | 高橋和子             |                 |
| 1985年 | 第39回女流画家協会展 | 貝塚やす子           |                 |
| 1986年 | 第40回女流画家協会展 | 堀江博子             |                 |
| 1987年 | 第41回女流画家協会展 | 重石晃子             |                 |

## 寄贈
1975年（昭和50年）、激動の大正・昭和を生き抜いた日本の女流画家の証として、甲斐仁代作品3点が東京国立近代美術館に寄贈された。
- 自画像（1923年）寄贈者：石橋正二郎
- 秋のうた（1959年）寄贈者：石橋正二郎
- 寄りかかる像（1931年）寄贈者：甲斐実（仁代の実弟）

1976年（昭和51年）、出身地である佐賀県立美術館に絵画16点と甲斐仁代資料2点が寄贈された。
寄贈者は甲斐実（仁代の実弟）。

## 甲斐仁代・展示会開催実績
- 2022年6月21日から6月26日 - 佐賀市、村岡屋ギャラリーで第一回「生誕120年記念・甲斐仁代絵画展」を開催
- 2022年8月27日から12月7日 - 深沢紅子・野の花美術館/盛岡市で友情絵画展を開催
- 2022年10月1日から2023年1月29日 - 白樺文学館/我孫子市で甲斐仁代と原田京平絵画展を開催
- 2023年2月17日から2月26日 - 佐賀県立美術館　3号館で「生誕120年記念・甲斐仁代絵画展」
- 2023年2月25日 - 「甲斐仁代と吉屋信子の世界」のトークショー開催
- 2023年5月23日から5月28日 - 佐賀市、村岡屋ギャラリーで第二回「甲斐仁代絵画展」を開催
- 2024年5月28日から6月09日ー佐賀市、村岡屋ギャラリーで第三回「甲斐仁代絵画展」を開催